# Gisagara (periodiskt vattendrag i Burundi, Gitega, lat -3,20, long 29,99)
Gisagara är ett periodiskt vattendrag i Burundi.   Det ligger i provinsen Gitega, i den centrala delen av landet, 70 kilometer öster om huvudstaden Bujumbura.
Omgivningarna runt Gisagara är en mosaik av jordbruksmark och naturlig växtlighet. Runt Gisagara är det ganska tätbefolkat, med 239 invånare per kvadratkilometer.